# Чехія на зимових Олімпійських іграх 2014
Чехія на зимових Олімпійських іграх 2014 року у Сочі була представлена 85 спортсменами у 13 видах спорту.

## Біатлон
Спринт
| Змагання | Спортсмени         | Час     | Промахи | Місце |
| -------- | ------------------ | ------- | ------- | ----- |
| Чоловіки | Ярослав Соукуп     | 24:39.2 | 0+0     | 3     |
| Чоловіки | Ондрей Моравець    | 24:48.1 | 0+0     | 8     |
| Чоловіки | Міхал Шлезінгр     | 25:51.7 | 1+0     | 31    |
| Чоловіки | Томаш Крупчик      | 27:39.3 | 1+1     | 75    |
| Жінки    | Вероніка Віткова   | 21:50.8 | 0+0     | 16    |
| Жінки    | Габріела Соукалова | 22:17.5 | 3+0     | 29    |
| Жінки    | Єва Пускарчикова   | 23:00.9 | 1+0     | 45    |
| Жінки    | Їтка Ландова       | 23:16.9 | 1+1     | 50    |

Переслідування
| Змагання | Спортсмени         | Час     | Промахи  | Місце |
| -------- | ------------------ | ------- | -------- | ----- |
| Чоловіки | Ондрей Моравець    | 34:02.7 | 0+0+0+0  | 2     |
| Чоловіки | Ярослав Соукуп     | 35:35.0 | 0+0+2+2  | 20    |
| Чоловіки | Міхал Шлезінгр     | DNS     | DNS      | DNS   |
| Жінки    | Габріела Соукалова | 30:18.3 | 0+0+0+1  | 4     |
| Жінки    | Вероніка Віткова   | 31:42.9 | 1+0+0+10 | 21    |
| Жінки    | Єва Пускарчикова   | 33:59.0 | 0+0+1+1  | 42    |
| Жінки    | Їтка Ландова       | 35:37.6 | 0+2+3+0  | 52    |

## Ковзанярський спорт
Жінки
| Дистанція | Спортсмен         | Заїзд 1 | Заїзд 1 | Заїзд 2 | Заїзд 2 | Фінал   | Фінал |
| Дистанція | Спортсмен         | Час     | Місце   | Час     | Місце   | Час     | Місце |
| --------- | ----------------- | ------- | ------- | ------- | ------- | ------- | ----- |
| 500 м     | Кароліна Ербанова | 38.23   | 9       | 38.62   | 13      | 76.86   | 10    |
| 1000 м    | Кароліна Ербанова | —       | —       | —       | —       | 1:15.74 | 10    |
| 3000 м    | Мартіна Сабликова | —       | —       | —       | —       | 4:01.95 | 3     |

## Сноубординг
Слоуп-стайл
| Змагання | Спортсмени      | Кваліфікація | Кваліфікація | Кваліфікація | Кваліфікація        | Кваліфікація | Півфінал | Півфінал | Півфінал | Півфінал            | Півфінал | Фінал | Фінал   | Фінал   | Фінал               | Фінал |
| Змагання | Спортсмени      | Заїзд        | Спуск 1      | Спуск 2      | Найкращий результат | Місце        | Заїзд    | Спуск 1  | Спуск 2  | Найкращий результат | Місце    | Заїзд | Спуск 1 | Спуск 2 | Найкращий результат | Місце |
| -------- | --------------- | ------------ | ------------ | ------------ | ------------------- | ------------ | -------- | -------- | -------- | ------------------- | -------- | ----- | ------- | ------- | ------------------- | ----- |
| Жінки    | Шарка Панчохова | 2            | 33,75        | 77,75        | 77,75               | 5            |          |          |          |                     |          |       |         |         |                     |       |

## Фігурне катання
| Змагання                  | Спортсмени     | Коротка програма | Коротка програма | Довільна програма | Довільна програма | Підсумок | Підсумок |
| Змагання                  | Спортсмени     | Бали             | Місце            | Бали              | Місце             | Бали     | Місце    |
| ------------------------- | -------------- | ---------------- | ---------------- | ----------------- | ----------------- | -------- | -------- |
| Чоловіче одиночне катання | Міхал Бржезіна | 81.95            | 12               | 151.67            | 13                | 233.62   | 10       |
| Чоловіче одиночне катання | Томаш Вернер   | 81.09            | 13               | 151.90            | 12                | 232.99   | 11       |
| Жіноче одиночне катання   |                |                  |                  |                   |                   |          |          |
| Танці на льоду            |                |                  |                  |                   |                   |          |          |

## Фристайл
Могул
| Змагання | Спортсмени        | Кваліфікація 1 | Кваліфікація 1 | Кваліфікація 1 | Кваліфікація 2 | Кваліфікація 2 | Кваліфікація 2 | Фінал | Фінал | Фінал |
| Змагання | Спортсмени        | Час            | Бали           | Місце          | Час            | Бали           | Місце          | Час   | Бали  | Місце |
| -------- | ----------------- | -------------- | -------------- | -------------- | -------------- | -------------- | -------------- | ----- | ----- | ----- |
| Жінки    | Нікола Судова     |                | 20,38          | 11             |                |                |                |       |       |       |
| Жінки    | Тереза Вакулікова |                | 17,46          | 20             |                |                |                |       |       |       |